# Médio Araguaia
Médio Araguaia is een van de 22 microregio's van de Braziliaanse deelstaat Mato Grosso. Zij ligt in de mesoregio Nordeste Mato-Grossense en grenst met de rivier Araguaia als grenslijn aan de deelstaten Tocantins in het noordoosten en Goiás in het oosten en zuidoosten.  Médio Araguaia grenst verder aan de mesoregio Sudeste Mato-Grossense in het zuidwesten en de microregio's Canarana in het westen en Norte Araguaia in het noordwesten. De microregio heeft een oppervlakte van ca. 32.096 km². Midden 2004 werd het inwoneraantal geschat op 64.230.
Drie gemeenten behoren tot deze microregio:
- Araguaiana
- Barra do Garças
- Cocalinho

Mesoregio's: Centro-Sul Mato-Grossense · Nordeste Mato-Grossense · Norte Mato-Grossense · Sudeste Mato-Grossense · Sudoeste Mato-Grossense

Microregio's: Alta Floresta · Alto Araguaia · Alto Guaporé · Alto Pantanal · Alto Paraguai · Alto Teles Pires · Arinos · Aripuanã · Canarana · Colíder · Cuiabá · Jauru · Médio Araguaia · Norte Araguaia · Paranatinga · Parecis · Primavera do Leste · Rondonópolis · Rosário Oeste · Sinop · Tangará da Serra · Tesouro